# Rodovia Professor Zeferino Vaz
A Rodovia Professor Zeferino Vaz (anteriormente denominada Rodovia General Milton Tavares de Souza) é uma rodovia radial do estado de São Paulo e um dos trechos da SP-332, administrada pela concessionária Rota das Bandeiras. Também é conhecida como Rodovia Campinas-Paulínia ou Tapetão.

## Denominações
Em 4 de junho de 2010, foi aprovada a Lei 14.115, de autoria do deputado estadual Milton Flávio (PSDB), que alterou a denominação da rodovia, anteriormente chamada General Milton Tavares de Sousa, para a denominação atual. O motivo alegado pelo deputado foi que o nome anterior homenageava um militar ligado à ditadura, e que isso devia ser revisto. O nome atual homenageia o fundador e primeiro reitor da Universidade Estadual de Campinas (Unicamp), Zeferino Vaz (1908-1981).

## Descrição
Medindo 81 quilômetros, essa rodovia, majoritariamente duplicada, com duas faixas em cada pista (três no trecho entre Campinas e Barão Geraldo) possui intenso tráfego, fazendo a ligação entre as zonas urbanas de Campinas e Cosmópolis. Ela é conhecida principalmente por fazer a ligação entre o centro de Campinas com o distrito de Barão Geraldo, a Universidade Estadual de Campinas, a Pontifícia Universidade Católica de Campinas (Campus I) e o polo petroquímico de Paulínia (que conta com importantes indústrias como Replan, Rhodia, Shell, Syngenta entre outras). O trecho duplicado vai de Campinas a Engenheiro Coelho, no km 163, próximo ao entroncamento com a rodovia SP-147 (trecho entre Mogi-Mirim e Limeira).
O trecho Campinas-Barão Geraldo é composto por três faixas de rolamento em cada sentido; é um trecho com alto índice de tráfego de veículos e ao longo dele existem várias empresas, como a Arcor Biscoitos (antiga Campineira), Empresa Farmacêutica Medley e Equipesca, entre outras, e o Santuário de Nossa Senhora Desatadora dos Nós no km 112, sentido Barão Geraldo.
Esta rodovia faz parte da concessão do corredor Dom Pedro I, realizada em 2008 juntamente com outros lotes, e que recebeu três praças de pedágio: as duas primeiras em Paulínia e a outra em Engenheiro Coelho.

## Características

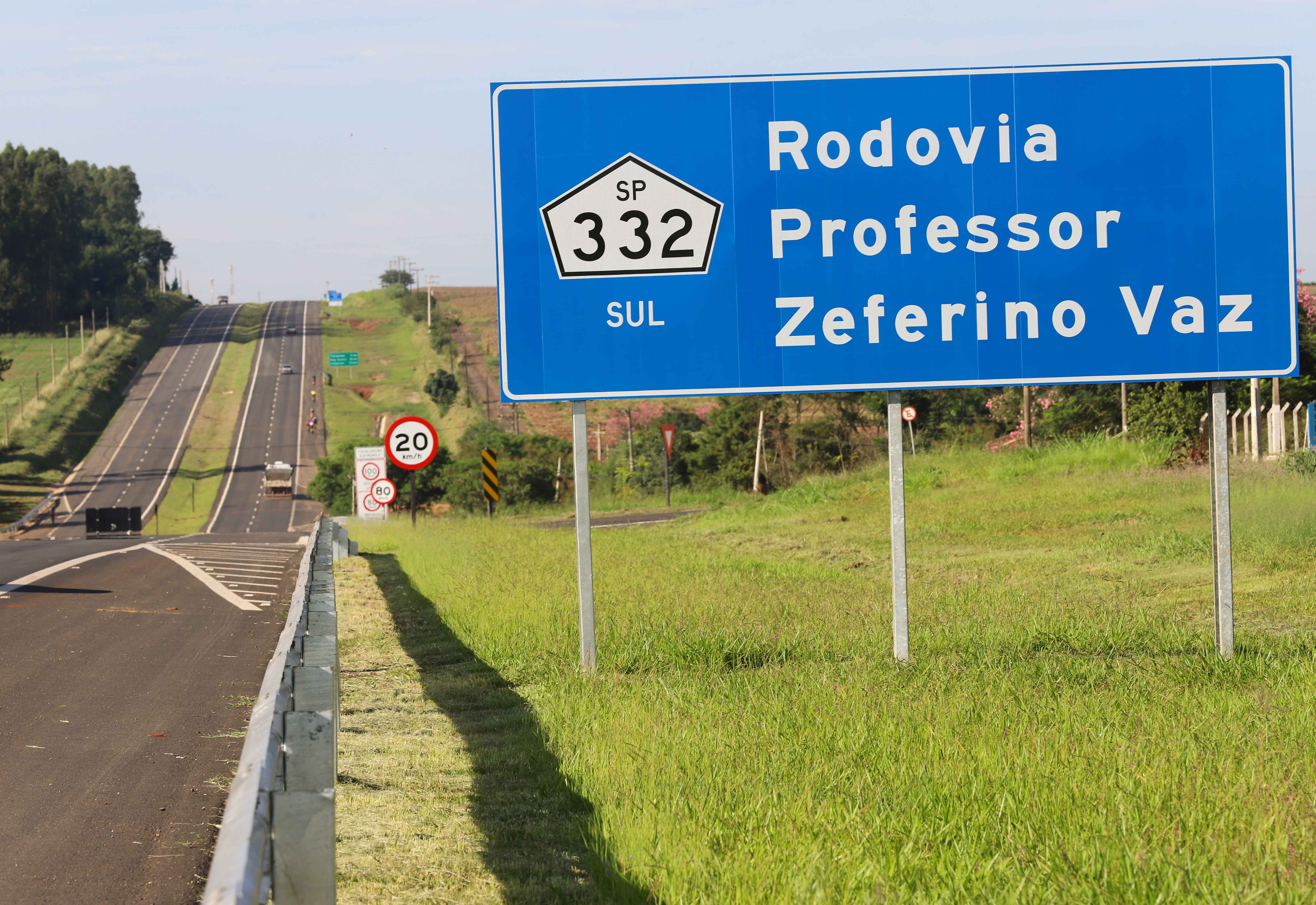
Placa de identificação da rodovia.

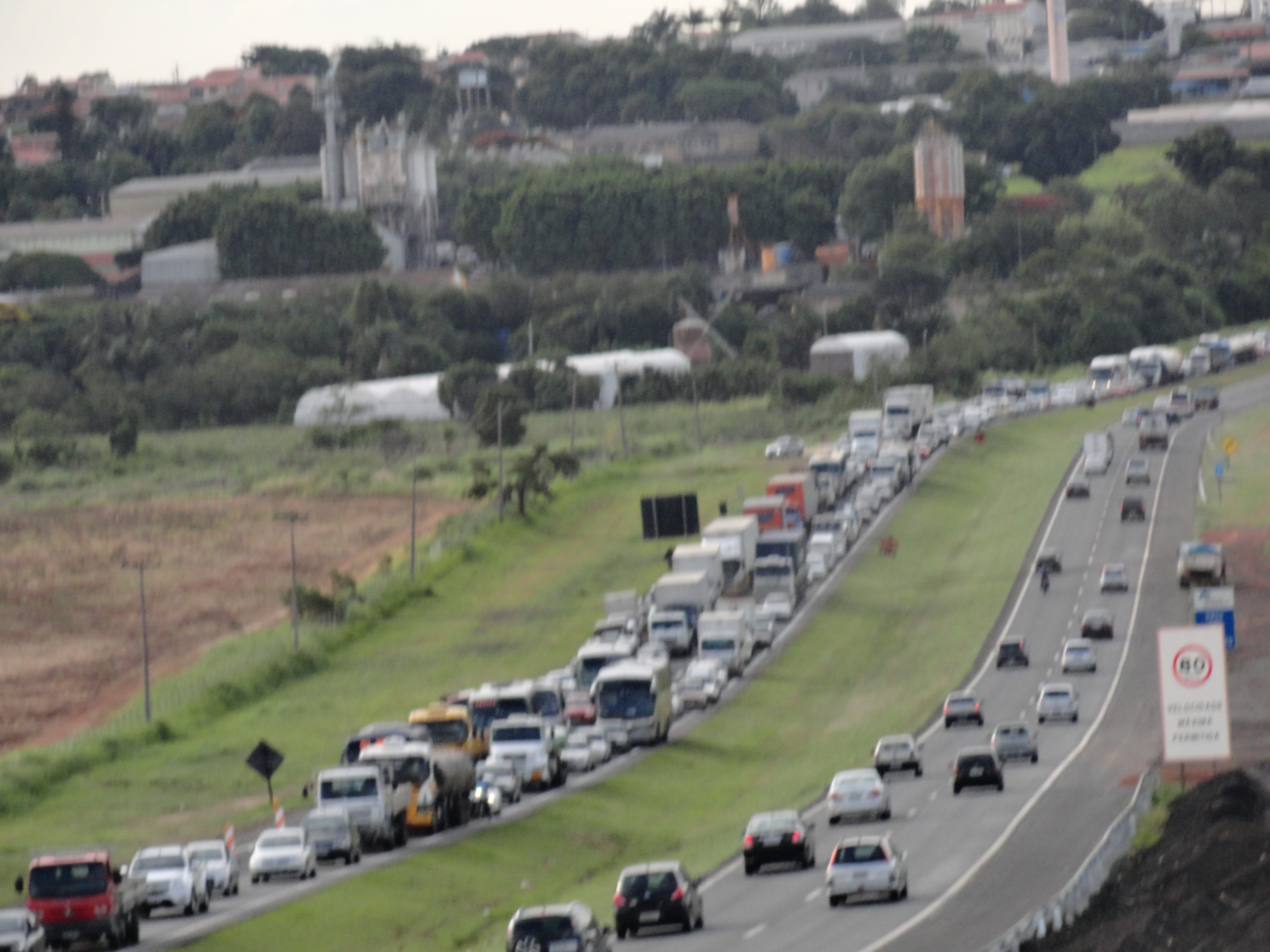
Congestionamento na rodovia no trecho entre Paulínia e Campinas.

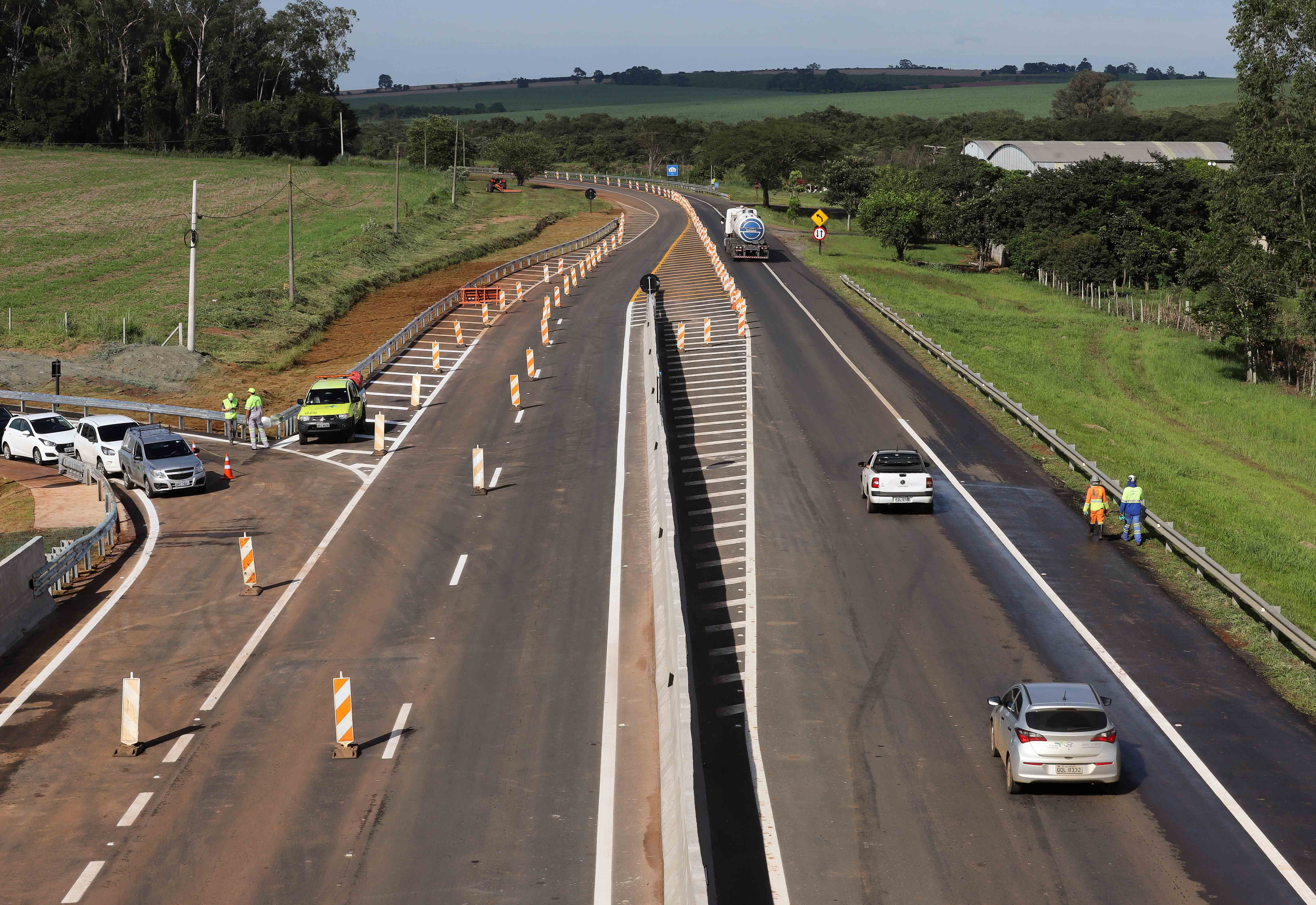
Trecho da rodovia em Conchal.

### Extensão
- Km Inicial: 110,280
- Km Final: 187,310

### Localidades atendidas
| km  | Município ou distrito | Região                           |
| 110 | Campinas              | Região Metropolitana de Campinas |
| -   | Barão Geraldo         | Região Metropolitana de Campinas |
| 121 | Paulínia              | Região Metropolitana de Campinas |
| 134 | Cosmópolis            | Região Metropolitana de Campinas |
| 148 | Artur Nogueira        | Região Metropolitana de Campinas |
| 159 | Engenheiro Coelho     | Região Metropolitana de Campinas |
| -   | Tujuguaba             | Microrregião de Mogi Guaçu       |
| 168 | Conchal               | Microrregião de Mogi Guaçu       |
| 190 | Martinho Prado Jr.    | Microrregião de Mogi Guaçu       |

### Interseções
- Começa no cruzamento da Avenida Theodureto de Almeida Camargo, onde termina a rua Carolina Florence em Campinas.
- Acesso à Rodovia Dom Pedro I.
- Acesso à Rodovia Doutor Roberto Moreira.
- Acesso à Rodovia Prefeito José Lozano Araújo através da PLN-110.
- Acesso à Rodovia Cosmópolis-Limeira, que liga até a Rodovia Anhanguera.
- Acesso à Rodovia João Tosello.
- Acesso à Rodovia Wilson Finardi.